# Sadeng (Leuwisadeng)
Sadeng is een bestuurslaag in het regentschap Bogor van de provincie West-Java, Indonesië. Sadeng telt 11.323 inwoners (volkstelling 2010).